# Liên hoan phim quốc tế Edinburgh
Liên hoan phim quốc tế Edinburgh - The Edinburgh International Film Festival (EIFF) là liên hoan phim thường niên gồm hoạt động công chiếu phim và các sự kiện liên quan diễn ra trong khoảng 2 tuần trong tháng 6. Thành lập năm 1947, đây là liên hoan phim hoạt động liên tục lâu đời nhất. EIFF giới thiệu cả phim UK (Liên hiệp Anh và Bắc Ireland) và các phim quốc tế (Các hạng mục bao gồm Thế giới, Quốc tế, Châu Âu, UK hoặc Scottish Premieres), gồm tất cả các thể loại và thời lượng. Nó cũng giới thiệu các triển lãm quá khứ sáng tác theo chủ đề và các dòng chương trình chuyên biệt khác.

## Các hạng mục trao thưởng
- Giải thưởng Michael Powell Award phim truyện Anh xuất sắc nhất với giải thưởng tiền mặt £20,000.
- Giải diễn xuất xuất sắc nhất trong phim truyện Anh
- Giải thưởng phim truyện quốc tế xuất sắc nhất với giải thưởng tiền mặt £10,000.
- Giải thưởng phim tài liệu xuất sắc nhất với giải thưởng tiền mặt £10,000.
- Giải thưởng giám khảo phê bình sinh viên  Student Critics Jury Award
- Giải thưởng McLaren Award cho bộ phim hoạt hình mới xuất sắc nhất
- Giải thưởng cho phim ngắn xuất sắc nhất
- Giải thưởng cho đổi mới sáng tạo trong phim ngắn
- Giải thưởng cống hiến cá nhân nổi bật đối với phim ngắn
- Giải thưởng khán giả